# الشنغور (ساة)
'

تعديل مصدري - تعديل

الشنغور هي إحدى قرى عزلة ساه بمديرية ساة التابعة لمحافظة حضرموت، بلغ تعداد سكانها 15 نسمة حسب تعداد اليمن لعام 2004.